# Auguste Jean Baptiste Chevalier
Auguste Jean Baptiste Chevalier (Domfront, 23 juni 1873 – Parijs, 3 juni 1956) was een Frans botanicus, taxonoom en onderzoeker van West-Afrika, voornamelijk de Franse koloniale gebieden en Ivoorkust. 
Hij onderzocht en verzamelde planten uit Zuid-Amerika en tropisch Azië. Chevalier heeft veel bijgedragen aan de kennis van Afrikaanse planten, door het bestuderen van tropische wouden en planten, grassen en gecultiveerde planten aldaar. Hij classificeerde ook vele Afrikaanse planten.
- Bibliothèque nationale de France: cb121368199 (data)
- Author citation (botany): A.Chev.
- CiNii: DA1501606X
- Gemeinsame Normdatei: 117659460
- International Standard Name Identifier: 0000 0001 2126 7052
- Library of Congress Control Number: no95031400
- Base Léonore: 19800035/159/20291
- Bibliotheek van het Japanse parlement: 00520687
- Nationale Bibliotheek van Israël: 987007283335505171
- Nederlandse Thesaurus van Auteursnamen: 26878731X
- Système universitaire de documentation: 029823021
- Museum of New Zealand Te Papa Tongarewa: 51616
- Virtual International Authority File: 32031832
- WorldCat: E39PBJmDrdHBh3GVhDqBcqW7HC